# Bílá Masajka (film)
Bílá Masajka (německy: Die weiße Massai) je německý film z roku 2005, natočený podle stejnojmenné knižní předlohy Corinne Hofmannové (česky 2004 v překladu Zuzany Schneiderové, ISBN 80-249-0377-6). Film je podle skutečné události a režíroval jej Hermine Huntgeburth. V České republice měl film premiéru 3. srpna 2006.
Film Bílá Masajka byl také promítán v rámci MFF v Karlových Varech, za účasti Jacky Ido, který hrál Lemaliana.

## Děj
Carola (Nina Hoss) je se svým dvouletým přítelem Štefanem (Janek Rieke) na dovolené v Keni. Poslední den se setkává s Lemalianem (Jacky Ido), válečníkem z kmene Samburu, který se svými zbraněmi a v tradičním kmenovém obleku na ni silně zapůsobí. Oba dva se zamilují hned jak se uvidí. Při odletu z letiště, Carol impulzivně zruší zpáteční let a její přítel se vrací domů sám. Děj pokračuje jak Carol hledá v buši Lemaliana. Po dlouhé cestě potká v Maralalu Elisabeth (Katja Flint), s níž se spřátelí. Ve městě pak konečně najde svého Lemaliana a následuje jej do jeho vesnice Barsaloi. Celý děj eskaluje tím, jak se mladá žena rozhodne opustit svůj pohodlný evropský život ve Švýcarsku a žít v chatrči v Africe. Mladému různorodému páru se narodí holčička a zažívá první vážné krize. Lemalian začne pít a rozdávat zboží z Carolina obchodu. Při jedné hádce ji také napadne a tím ztratí svoji válečnickou čest, od této chvíle Carol nevěří a podezírá ji z nevěry. Mladá Carol to psychicky neunese a odchází i s jejich holčičkou do Švýcarska.